# 神経節
神経節（しんけいせつ、ganglion）は、中枢神経以外の末梢部において神経細胞が集合し、周囲から明確に判別される構造をいう。脊髄神経における求心性神経（感覚神経）の神経細胞体が集合した後根神経節（求心性神経が末梢で神経節を形成するのは脳神経でも同じである）や、自律神経が末梢でニューロンを交代する場所としての神経節などがある。神経節が、構造的に中枢から独立した神経細胞のいるのは、中枢に至らない反射経路などを形成して、種々の自律的・反射的調節に寄与するためではないかと考えられる。
これに対して、中枢神経組織内部に存在するこれらの集合体は、核または神経核(nucleus) と呼ばれる。大脳基底核は日本語では核というが、英語では basal ganglia といい訳語が入れ替わっている。しかし基底核は中枢に存在する構造なので、英語のほうが混乱を招きやすい。そのため最近の解剖学用語では、英語でも basal nuclei と呼ぶことを推奨している。